# Petstrana ortobirotunda
| Petstrana ortobirotunda | Petstrana ortobirotunda           |
| ----------------------- | --------------------------------- |
|                         |                                   |
| Vrsta                   | Johnsonovo telo J33-J34-J35       |
| Stranske ploskve        | 2.10 trikotnikov 2+10 petkotnikov |
| Robovi                  | 60                                |
| Oglišča                 | 30                                |
| Konfiguracija oglišča   | 10(32.52) 2.10(3.5.3.5)           |
| Dualni polieder         | -                                 |
| Simetrijska grupa       | D5h                               |
| Lastnosti               | konveksna                         |
| mreža telesa            |                                   |

Petstrana ortobirotunda je v geometriji eno izmed Johnsonovih teles (J34). Kot že ime nakazuje, ga dobimo tako, da združimo dve petstrani rotundi (J6) vzdolž njihovih podobnih desetkotnih stranskih ploskev. Vrtenje za 36º ene izmed rotund pred združevanjem tako, da  dobimo ikozaeder, ki pa je eno izmed arhimedskih teles.
V letu 1966 je Norman Johnson (rojen 1930) imenoval in opisal 92 teles, ki jih  imenujemo Johnsonova telesa. 